# 瓦達 (密蘇里州)
瓦達（英語：Vada）是位於美國密蘇里州德克薩斯縣的非建制地區。

## 歷史
瓦達的郵局於1917年設立，其後於1929年停運。

## 地理
瓦達所處的海拔為高於海平面393米（即1289英呎），而該地所採用的時區為UTC-6，即北美中部時區（CST）。同時該地設有夏令時間，為UTC-6調快一小時，即UTC-5（CDT）。